# Мъжете, които мразеха жените (филм, 2011)
Вижте пояснителната страница за други значения на Мъжете, които мразеха жените.
„Мъжете, които мразеха жените“ (на английски: The Girl with the Dragon Tattoo) е американско-шведски филм от 2011 година, трилър от типа криминална мистерия по едноименния роман на шведския писател Стиг Ларшон, римейк на шведския филм от 2009 година.
Режисьор е Дейвид Финчър, а адаптираният сценарий е дело на Стивън Зеилян. Филмът разказва историята на журналист (Микаел Блумквист, изигран от Даниел Крейг), който разследва изчезването на момиче от богато семейство от преди 40 години. Подпомаган е от хакерката Лизбет Саландър (в ролята Руни Мара). Във филма участва също и Стелан Скарсгорд в ролята на Мартин Вангер.

## Премиера
Световната премиера на филма е на 12 декември 2011 година в Одеон Лестър Скуеър в Лондон.. Американската официална премиера се състои след 2 дни в Зигфелд Тиътър в Ню Йорк., а по кината в Щатите филмът тръгва от 21 декември. В България получава разпространение в началото на януари 2012 година.